# Eterna

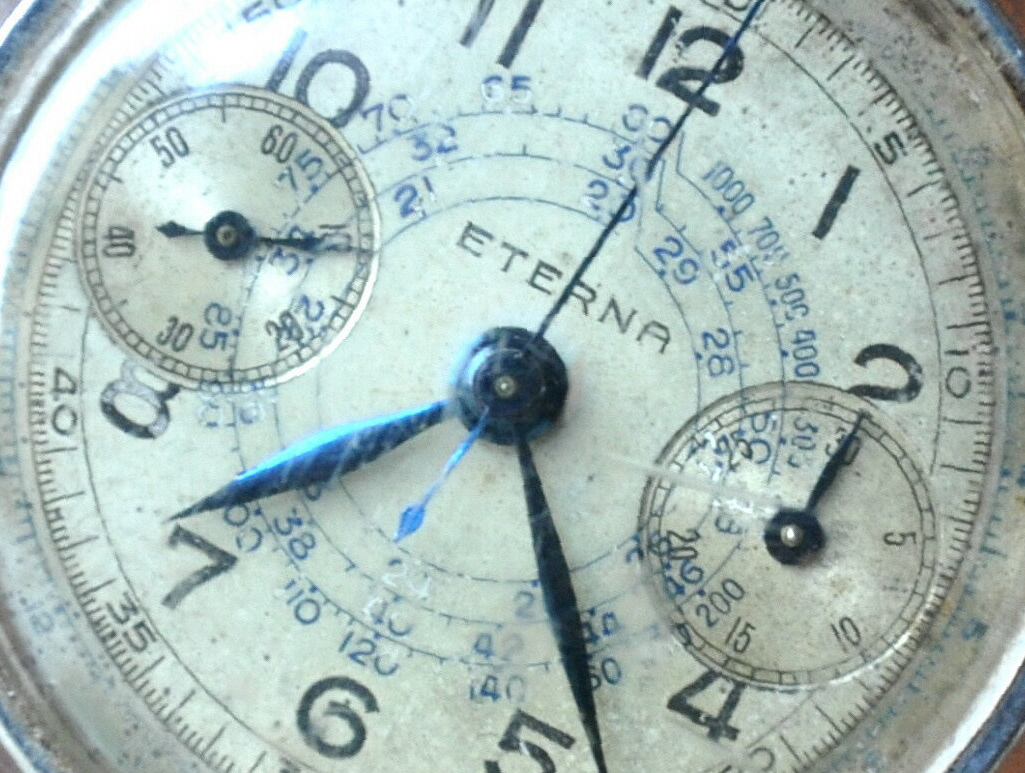
Eterna, zbliżenie

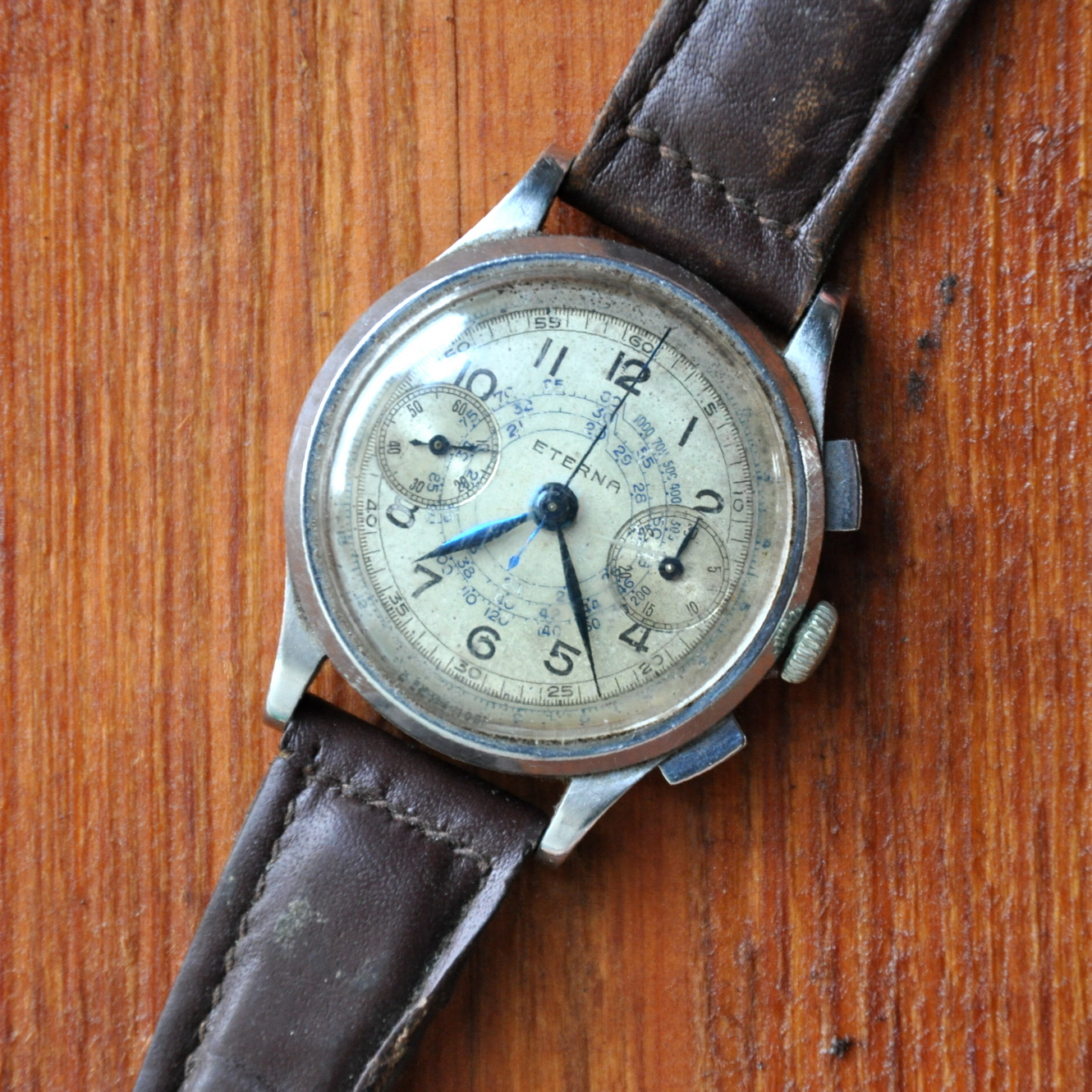
Eterna ~1925

Eterna – szwajcarska manufaktura produkująca luksusowe zegarki, której początki sięgają 1856. Jej założycielami byli Urs Schild i Josef Girard. Obecnie należąca do Porsche Design.

## Historia firmy
Początkowo spółka zajmowała się produkcją mechanizmów dla innych firm, by stopniowo wprowadzić na rynek również zegarki kieszonkowe i naręczne. Nazwę Eterna po łacinie oznaczającą wieczna, zaczęła stosować od 1905 wprowadzając regularnie innowacyjne rozwiązania. Już w 1908 został opracowany pierwszy zegarek naręczny z alarmem, który zaprezentowany po raz pierwszy na wystawie w Bernie w 1914 przyniósł firmie duży rozgłos w całej zegarmistrzowskiej branży. W 1926 powstał pierwszy zegarek umieszczany w zapalniczce i nakręcany przy zapalaniu. Od 1930 firma wprowadziła na rynek damski zegarek z najmniejszym seryjnie produkowanym mechanizmem. W 1932 od Eterny odłącza się firma ETA, producent mechanizmów. Rok 1948 przynosi kolejną nowinkę, mechanizm Eterna-Matic zaopatrzono w łożysko kulkowe. Logo firmy od tej pory to pięć kulek ułożonych na wierzchołkach pięciokąta foremnego.
Czcząc setną rocznicę powstania, Eterna wprowadziła na rynek zegarek Centenaire, będący jednym z najcieńszych wówczas na rynku. W kampanię firmy został zaangażowany sir Yehudi Menuhin. Dążenie do zmniejszania grubości zegarka to zresztą wizytówka szwajcarskiego producenta, w 1958 firma wyprodukowała zegarek Eterna-Matic Golden Heart ze złotym wahnikiem i najmniejszym wówczas mechanizmem automatycznym, Eterna-Matic 3000 z 1962 był najbardziej płaskim zegarkiem swoich czasów, a Eterna Royal Quartz Kon Tiki z linii upamiętniającej fakt, iż Thor Heyerdahl w czasie wyprawy w 1947 używał zegarków Eterny, to najcieńszy zegarek kwarcowy w 1976 na świecie, jednak już w 1979 został pobity przez Eterna Linea Quartz Squelette o grubości 1,5 mm. Zaś zegarek Eterna Museum z 1980 ma zaledwie 0,98 mm grubości. Od 1970 firma wytwarza też zegarki elektroniczne.
W 1995 po przejęciu przez Porsche Design Eterna nadal pozostała odrębną częścią koncernu. W 2007 na rynki wszedł mechanizm Eterna 3800. Zastosowane w nim ceramiczne łożysko jeszcze bardziej obniża wpływ siły tarcia.